# Laborstudie
Eine Laborstudie ist eine wissenschaftliche Methode, um – im Idealfall unter genau kontrollierten Bedingungen – mit Hilfe von Laborexperimenten eine bestimmte Arbeitshypothese zu testen. Im Unterschied zu einer Feldstudie, die in der natürlichen Umwelt des Forschungsgegenstands stattfindet, wird bei einer Laborstudie ein künstliches, speziell für die Studie entwickeltes Milieu geschaffen. So findet eine Laborstudie am Menschen nicht im Alltag der Versuchspersonen statt, sondern unter Beobachtung durch die Studienleiter in einem weitestgehend abgeschlossenen Umfeld. Ein bekanntes Beispiel für solch eine „künstliche Umgebung“ ist das so genannte Schlaflabor, in dem der Schlaf von Patienten untersucht werden kann oder – mithilfe einer Messung und Aufzeichnung von nächtlichen Erektionen bei männlichen Patienten mit erektiler Dysfunktion – ob eine körperliche Ursache vorliegt.
Die Vorteile einer Laborstudie im Vergleich zu einer Feldstudie sind darin zu sehen, dass viele Einflussgrößen im Labor leichter zu beobachten sind als außerhalb einer solchen Forschungsstätte. Dies gilt sowohl für die eigentlichen Versuchsanordnungen als auch für sie beeinflussende Variablen, insbesondere für potentielle Störungen. Insbesondere ist es in der Regel nur im Labor möglich, eine einzige Variable systematisch zu variieren, so dass Veränderungen bei einer Versuchsgruppe im Vergleich zu einer in allen wesentlichen Merkmalen gleichen Kontrollgruppe auf ebendiese Variable zurückgeführt werden können.
Nachteilig ist hingegen, dass die Ergebnisse einer Laborstudie nicht ohne Weiteres auf die Situation außerhalb des Labors übertragen werden können. Sofern eine Untersuchung am Menschen stattfindet, muss zudem damit gerechnet werden, dass schon der bloße Aufenthalt in einem Labor das Verhalten der Betroffenen beeinflusst und verändert.

## Belege
1. ↑   Feldforschung und Laborstudien: Der Ort der Untersuchung. Erläuterungen auf dem Webserver der Wirtschaftspsychologischen Gesellschaft, zuletzt abgerufen am 22. Mai 2022.